# 克雷斯基爾 (新澤西州)
克雷斯基爾（英語：Cresskill）是位於美國新澤西州伯根縣的自治市鎮。

## 人口
根據2020年美國人口普查的數據，克雷斯基爾的面積為5.36平方千米，當中陸地面積為5.35平方千米，而水域面積為0.01平方千米。當地共有人口9155人，而人口密度為每平方千米1,708人。